# Rue Aristide-Bruant
Ne doit pas être confondu avec Rue Bruant.
La rue Aristide-Bruant est une voie du 18e arrondissement de Paris, en France.

## Situation et accès
La rue Aristide-Bruant est une voie publique située dans le 18e arrondissement de Paris. Elle débute au 38, rue Véron et se termine au 59, rue des Abbesses.

## Origine du nom

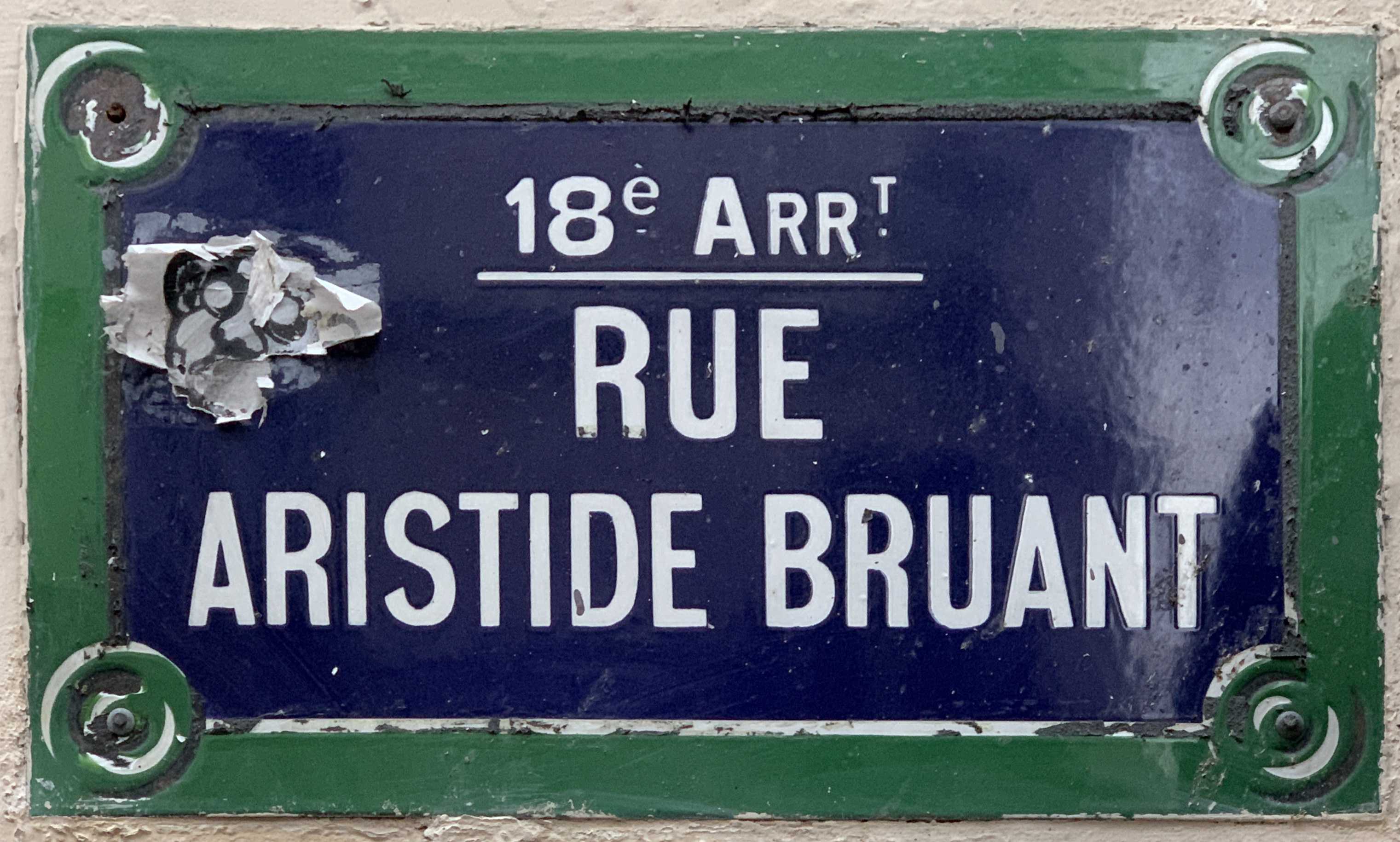
Plaque de la rue.

Elle porte le nom du poète chansonnier français Aristide Bruant (1851-1925). 

## Historique
Cette voie de l'ancienne commune de Montmartre, alors dénommée « rue Mennessier », est classée dans la voirie parisienne par un décret du 23 mai 1863 puis prend sa dénomination actuelle par un arrêté du 26 mars 1928.